# Jean Dedieu
Pour les articles homonymes, voir Dedieu.
Jean Dedieu baptisé à Arles le 6 octobre 1645 et mort dans la même ville le 31 mai 1727 est un sculpteur français. Il est le frère de Pons Dedieu, également sculpteur qui sera le grand-père du peintre Antoine Raspal et l'arrière-grand-père d'un autre peintre arlésien : Jacques Réattu.

## Biographie
Jean Dedieu né en 1645 est le fils de Marthe et Guillaume Dedieu, menuisier. Il est élève des Jésuites de la ville, puis fait son apprentissage dans l'atelier de Michel Péru à Avignon où il rencontre le sculpteur Jacques Bernus.
De 1667 à 1669 il est sculpteur du roi à Brest  où il participe à la décoration des navires. Il se rend ensuite en Italie, puis séjourne à Paris en 1670 et épouse le 16 juin 1670 Jeanne Dantan dont il aura trois enfants qui mourront en bas âge.. Il revient à Arles où, à la suite d'une commande du chanoine Pillier, il sculpte dans du calcaire un Saint Christophe portant l'enfant Jésus conservé au Museon Arlaten. Le chantier de l'Hôtel de ville lui procure plusieurs commandes. Il réalise d'abord pour l'intérieur deux lions qui ornent encore les bas côtés du grand escalier. À l'extérieur il réalise diverses décorations dont des masques de lion pour les clefs des fenêtres, des portraits des rois d'Arles qui furent détruits à la Révolution, des pots à feu etc. 
En 1673 il sculpte une statue de Saint Louis pour la porte éponyme sur les quais du Rhône, en 1676 le soleil de bronze placé au sommet de l'obélisque. 
En 1676 il sculpte une statue en pierre représentant Louis XIV figuré debout, qui sera placée dans le vestibule de l'hôtel de ville. Elle sera détruite à la Révolution. Il intervient également dans la chapelle des rois de la Cathédrale Saint-Trophime d'Arles en élevant un mausolée à la mémoire de l'archevêque d'Arles Gaspard du Laurens mort en 1630. La composition évoque la résurrection en représentant un ange soulevant la dalle du tombeau d'où le prélat se redresse. Ce travail est très novateur pour l'époque.
À partir de 1678 la carrière de Jean Dedieu se déroule en dehors de la région arlésienne. D'août 1678 à 1680 l'artiste réalise pour la cloture du chœur de la Cathédrale Notre-Dame de Chartres un groupe figurant La femme adultère qui est la plus importante de ses œuvres conservées. Cet épisode du Nouveau Testament de la Bible est relaté dans L'Évangile selon Jean, verset 8. L'instant choisi est celui où le Christ se baisse sur le sol pour écrire avec son doigt sur le sable avant de prononcer la sentence : « Que celui d'entre vous qui n'a jamais péché lui jette la première pierre ». En 1684 il participe à la décoration des jardins de Versailles avec la commande de deux termes : l'orateur athénien Lysias et une bacchante. En 1685 il s'occupe, selon les vœux de Louis XIV, du transfert de la statue la Vénus d'Arles jusqu'à Versailles.
De 1685 à 1711, il participe à de nombreux chantiers. Il exécute plusieurs chapiteaux pour le Trianon. C'est à cette période qu'il fait la connaissance de Pierre Puget sans qu'il soit possible de préciser la date exacte. Il est toutefois certain qu'en octobre 1688 le sculpteur marseillais, lors de son séjour à Paris, vient loger chez Jean Dedieu. ce dernier sculpte de en 1690 et 1691 des chapiteaux pour l'Hôtel de Vendôme. Il travaille également à la décoration du Dôme des Hôtel des Invalides et à celle de son église. Pour le château de Marly il réalise des vases en marbre, deux monstres marins etc;
En 1706 il est sélectionné pour aller travailler en Suède pour le roi, mais il n'est pas retenu en raison de son âge. Sa femme meurt le 24 juillet 1718 au Louvre où l'artiste est logé. Il perd une partie de ses biens lors de l'incendie de l'atelier d'André-Charles Boulle au Louvre.
Jean Dedieu retourne à Arles en 1726. C'est peut-être à cette époque qu'il écrit des mémoires malheureusement disparus qui serviront de base à l'oratorien Joseph Bougerel pour écrire dans son ouvrage Mémoires pour servir à l'histoire de plusieurs hommes illustres de Provence le chapitre (p. 1-61) consacré à Pierre Puget.
Il meurt le 31 mai 1727 et est enseveli dans l'église de la Major d'Arles.

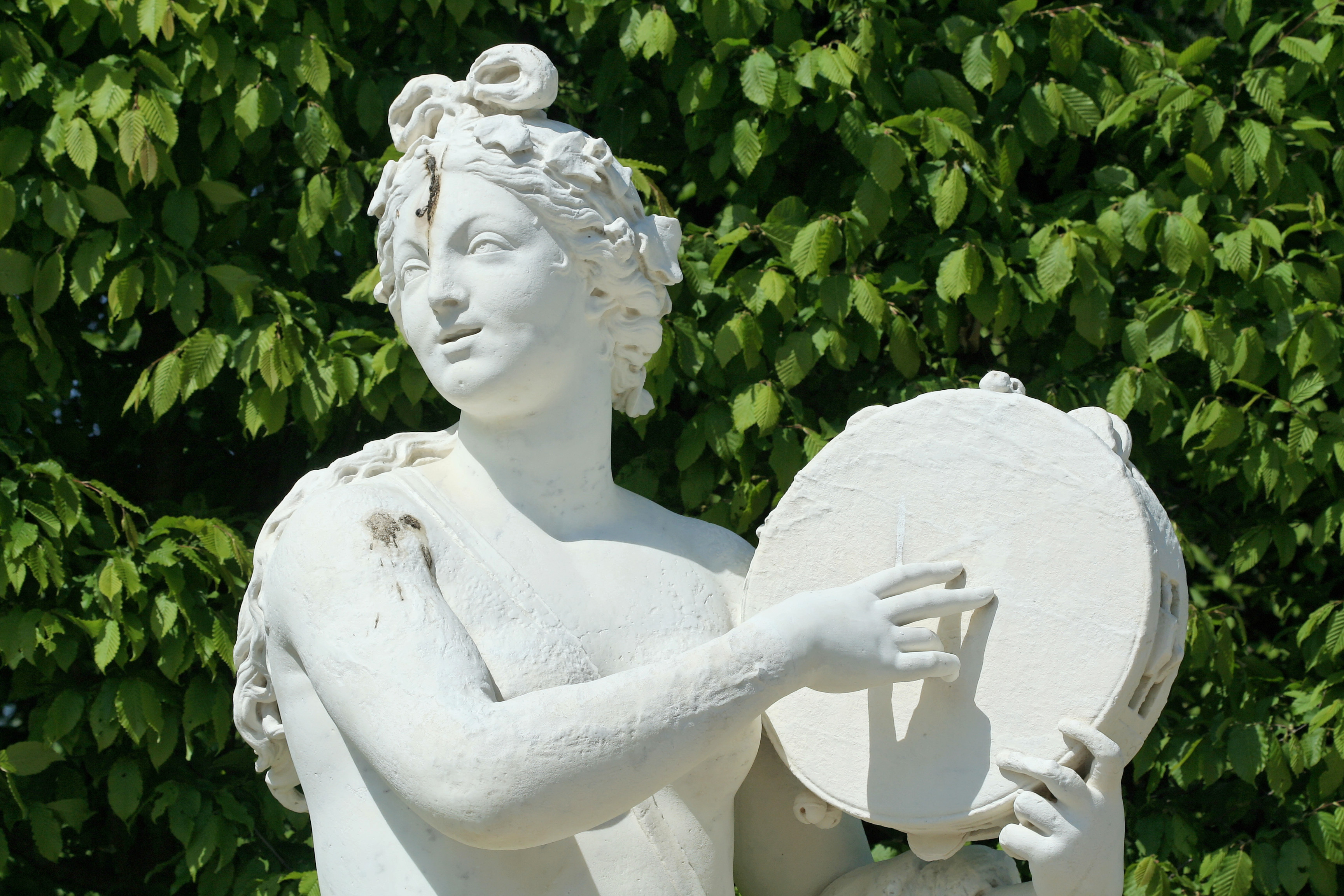
Bacchante du parc de Versailles.
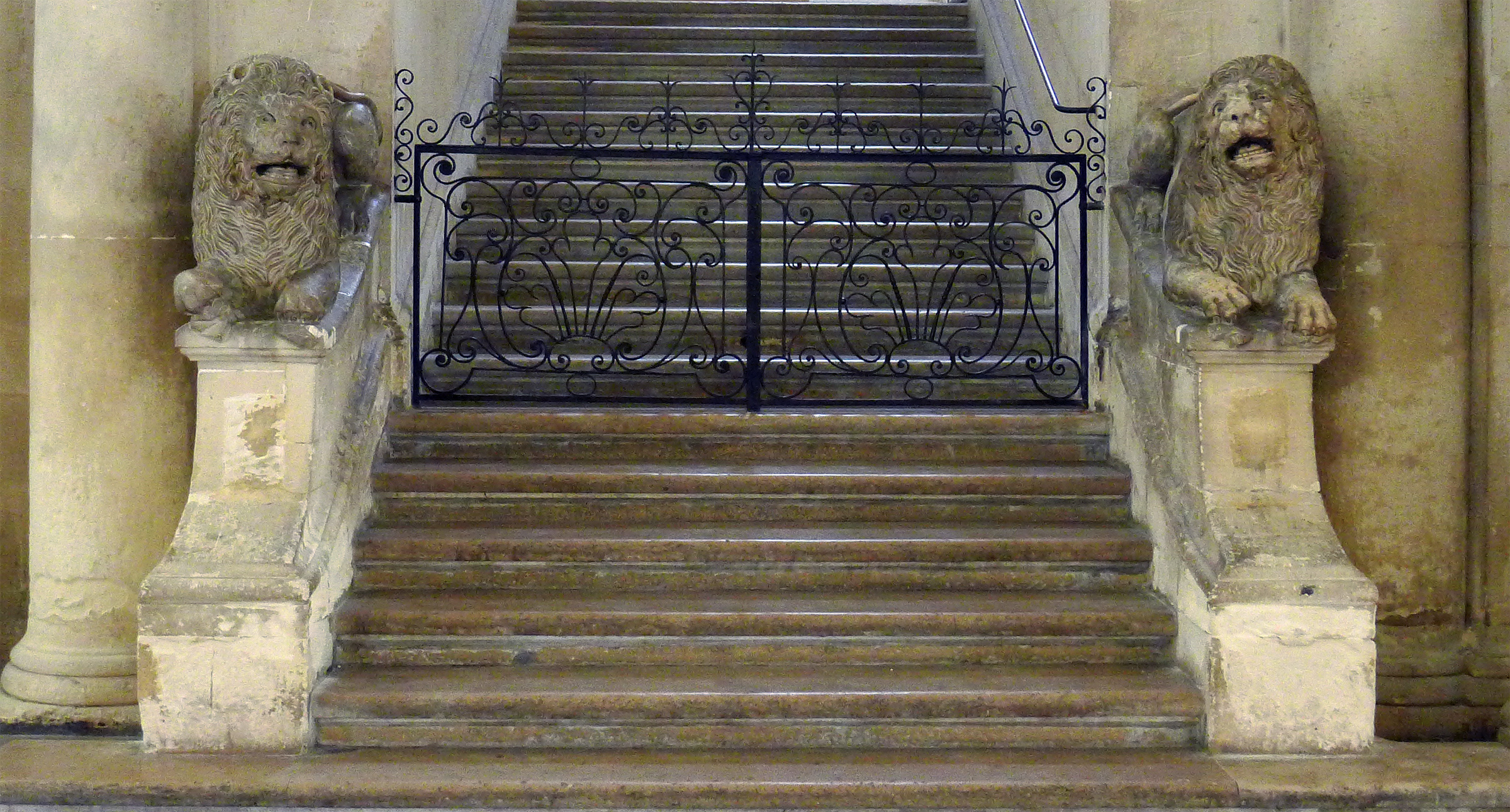
Les lions de l'hôtel de ville d'Arles.
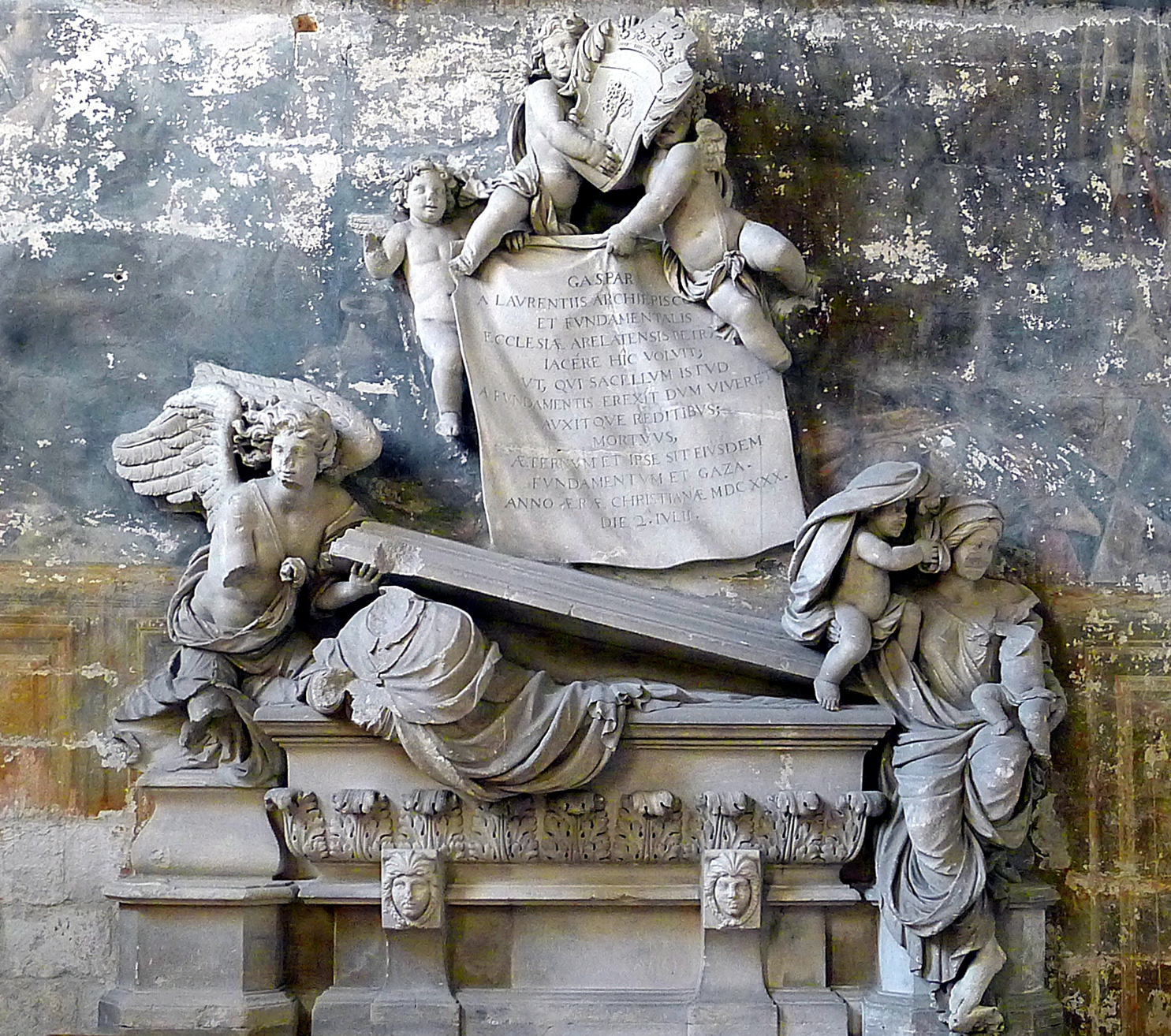
Mausolée de Gaspard du Laurens (1677) à Saint-Trophime (Arles).
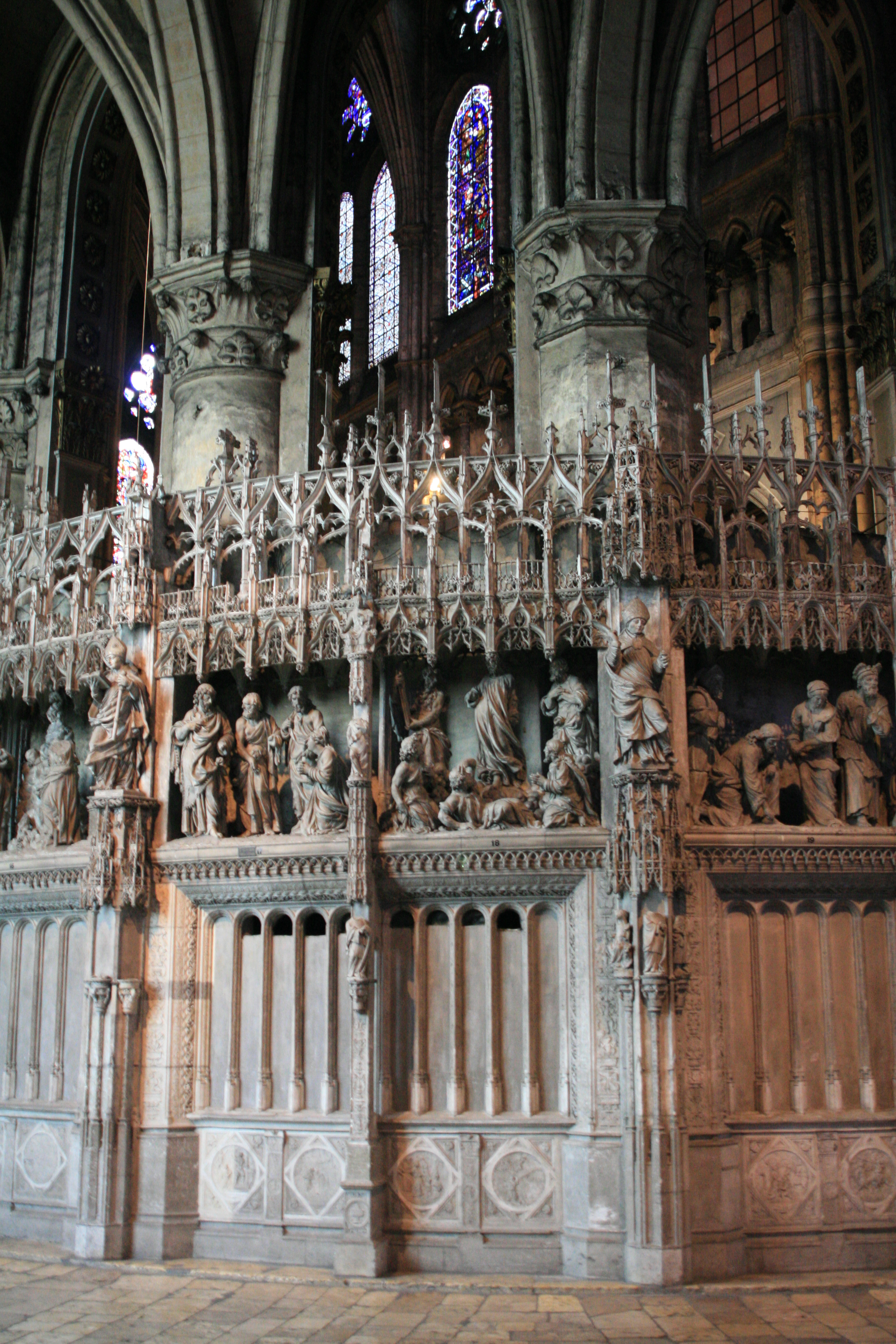
La femme adultère, chœur de la cathédrale de Chartres - 1680.
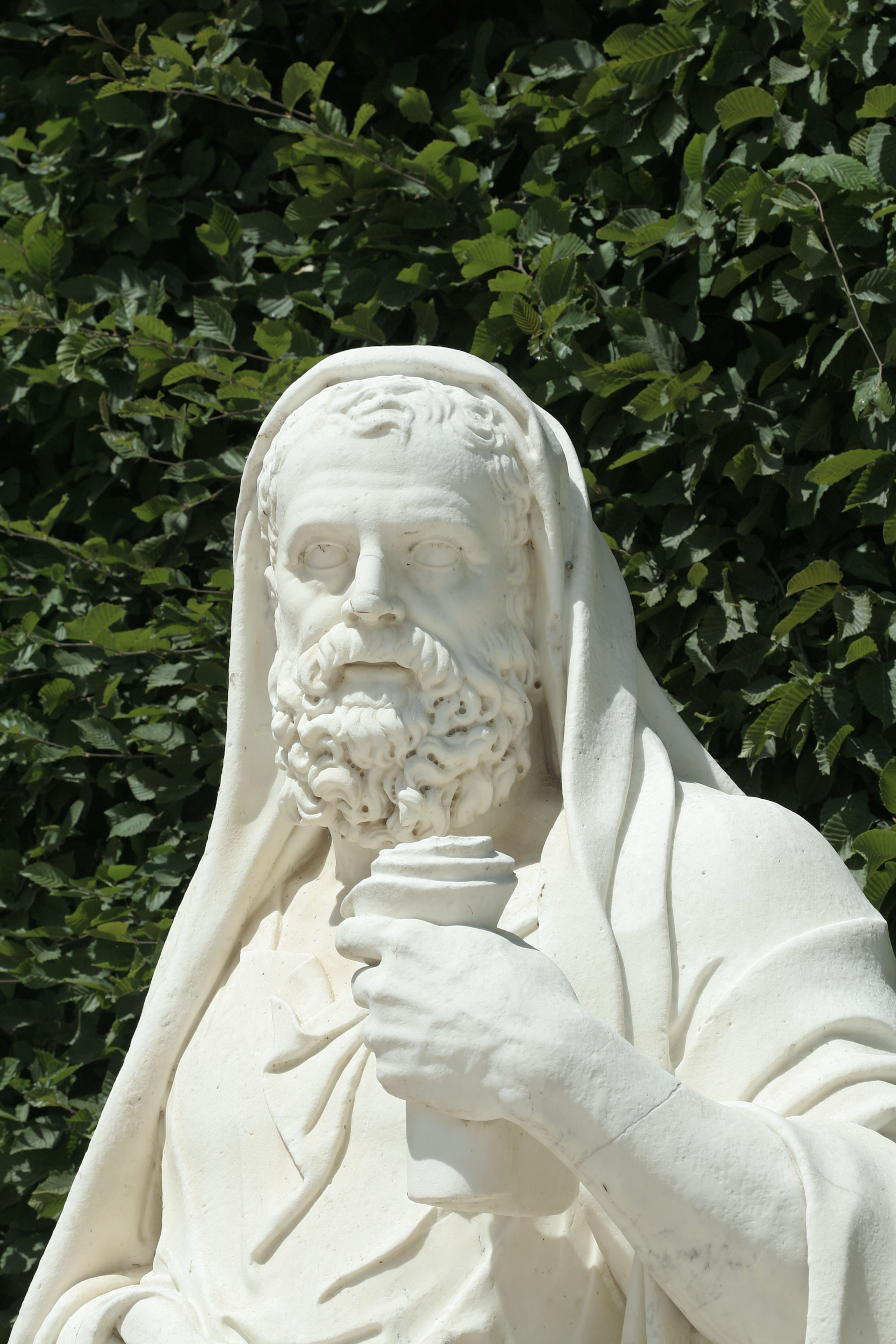
Lysias, Parc de Versailles, Rond-Point des Philosophes
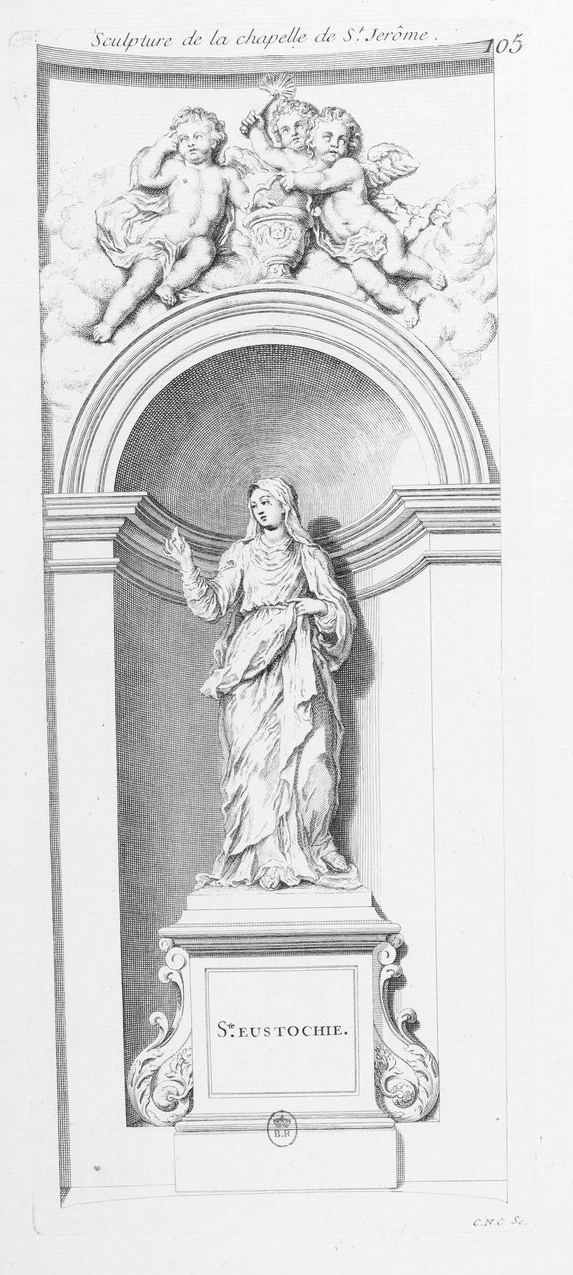
Eustachie, fille de Paule, chapelle st-Jérôme aux Invalides.